# Мартин Идън (филм)
Вижте пояснителната страница за други значения на Мартин Идън.
„Мартин Идън“ е български телевизионен филм (психологическа драма) от 1979 година на режисьора Ангел Вълчанов, по сценарий на Росица Буркова. Оператор е Атанас Начков.
Драматизирани откъси по едноименния роман на Джек Лондон.

## Актьорски състав
| Изпълнител       | Роля        |
| ---------------- | ----------- |
| Владимир Смирнов | Мартин Идън |
| Виолета Гиндева  | Рут         |
| Иван Налбантов   | Джо         |